# Абдул-Рауф, Махмуд
Махмуд Абдул-Рауф (англ. Mahmoud Abdul-Rauf; имя при рождении — Крис Уэйн Джексон (англ. Chris Wayne Jackson; родился 9 марта 1969 года в Галфпорте, штат Миссисипи, США) — американский профессиональный баскетболист.

## Ранние годы
Крис Джексон родился в городе Галфпорт (штат Миссисипи), учился в Галфпортской школе, в которой играл за местную баскетбольную команду. В 1990 году окончил университет штата Луизиана, где в течение двух лет выступал за команду «ЛСУ Тайгерс», в которой провёл успешную карьеру, набрав в итоге 1854 очка, 189 подборов, 232 передачи и 107 перехватов.

## Баскетбольная карьера
Играл на позиции разыгрывающего защитника. В 1990 году был выбран на драфте НБА под 3-м номером командой «Денвер Наггетс». Позже выступал за команды «Сакраменто Кингз», «Фенербахче», «Ванкувер Гриззлис», «Урал-Грейт», «Седима Розето», «Арис», «Аль-Иттихад» и «Киото Ханнариз». Всего в НБА провёл 9 сезонов. В 1993 году был признан самым прогрессирующим игроком НБА. В 1989 году был назван первокурсником года по версии USBWA. Два года подряд признавался баскетболистом года среди студентов конференции Southeastern (1989—1990), а также два года подряд включался в 1-ю всеамериканскую сборную NCAA (1989—1990). Всего за карьеру в НБА сыграл 586 игр, в которых набрал 8553 очка (в среднем 14,6 за игру), сделал 1087 подборов, 2079 передач, 487 перехватов и 46 блок-шотов.
В 1993 году Абдул-Рауф принимал участие в конкурсе по броскам сверху, ежегодно проводимого в рамках звёздного уикенда НБА, однако занял лишь шестое место. Во время выступлений в НБА считался превосходным исполнителем штрафных бросков, он два раза становился лидером регулярного чемпионата НБА по проценту попадания штрафных бросков в сезонах 1993/94 и 1995/96 годов.
В новой лиге BIG3, стартовавшей летом 2017 года, Абдул-Рауф выступает за команду «3 Headead Monster's».

## Обращение в ислам
Крис Джексон изменил своё имя в июле 1993 года, после обращения в 1991 году в ислам, который требовал от своих приверженцев стремления к совершенству. Его новое имя Махмуд Абдул-Рауф означает «похвально, милостив и добр», после официального признания которого он с гордостью говорил: «Смотри, это моя лицензия!».
Абдул-Рауф вызвал споры за отказ стоять во время исполнения государственного гимна США, считал Американский флаг символом угнетения и отказался играть за сборную США. Он не раз говорил, что, стоя под звуки национального гимна, он вступает в конфликт со своими исламскими убеждениями. 12 марта 1996 года НБА временно отстранила Абдул-Рауфа от выступлений в лиге за его очередной отказ встать, но дисквалификация длилась всего одну игру. Два дня спустя ассоциация смогла выработать компромисс и разрешила ему во время исполнения национального гимна стоять с закрытыми глазами и смотреть вниз. Обычно, в течение этого времени, он молча читал намаз.
Абдул-Рауф страдает спокойной разновидностью синдрома Туретта, который, по его словам, был вызван его постоянным «стремлением к совершенству».

## Статистика

### Статистика в НБА
| Сезон                                                                                    | Команда    | Регулярный сезон | Регулярный сезон | Регулярный сезон | Регулярный сезон | Регулярный сезон | Регулярный сезон | Регулярный сезон | Регулярный сезон | Регулярный сезон | Регулярный сезон | Регулярный сезон | Серия плей-офф | Серия плей-офф | Серия плей-офф | Серия плей-офф | Серия плей-офф | Серия плей-офф | Серия плей-офф | Серия плей-офф | Серия плей-офф | Серия плей-офф | Серия плей-офф |
| Сезон                                                                                    | Команда    | GP               | GS               | MPG              | FG%              | 3P%              | FT%              | RPG              | APG              | SPG              | BPG              | PPG              | GP             | GS             | MPG            | FG%            | 3P%            | FT%            | RPG            | APG            | SPG            | BPG            | PPG            |
| ---------------------------------------------------------------------------------------- | ---------- | ---------------- | ---------------- | ---------------- | ---------------- | ---------------- | ---------------- | ---------------- | ---------------- | ---------------- | ---------------- | ---------------- | -------------- | -------------- | -------------- | -------------- | -------------- | -------------- | -------------- | -------------- | -------------- | -------------- | -------------- |
| 1990/91                                                                                  | Денвер     | 67               | 19               | 22,5             | 41,3             | 24,0             | 85,7             | 1,8              | 3,1              | 0,8              | 0,1              | 14,1             | Не участвовал  | Не участвовал  | Не участвовал  | Не участвовал  | Не участвовал  | Не участвовал  | Не участвовал  | Не участвовал  | Не участвовал  | Не участвовал  | Не участвовал  |
| 1991/92                                                                                  | Денвер     | 81               | 11               | 19,0             | 42,1             | 33,0             | 87,0             | 1,4              | 2,4              | 0,5              | 0,0              | 10,3             | Не участвовал  | Не участвовал  | Не участвовал  | Не участвовал  | Не участвовал  | Не участвовал  | Не участвовал  | Не участвовал  | Не участвовал  | Не участвовал  | Не участвовал  |
| 1992/93                                                                                  | Денвер     | 81               | 81               | 33,5             | 45,0             | 35,5             | 93,5             | 2,8              | 4,2              | 1,0              | 0,1              | 19,2             | Не участвовал  | Не участвовал  | Не участвовал  | Не участвовал  | Не участвовал  | Не участвовал  | Не участвовал  | Не участвовал  | Не участвовал  | Не участвовал  | Не участвовал  |
| 1993/94                                                                                  | Денвер     | 80               | 78               | 32,7             | 46,0             | 31,6             | 95,6             | 2,1              | 4,5              | 1,0              | 0,1              | 18,0             | 12             | 12             | 28,3           | 37,0           | 32,4           | 93,5           | 1,5            | 2,5            | 0,4            | 0,1            | 12,9           |
| 1994/95                                                                                  | Денвер     | 73               | 43               | 28,5             | 47,0             | 38,6             | 88,5             | 1,9              | 3,6              | 1,1              | 0,1              | 16,0             | 3              | 2              | 25,3           | 36,4           | 16,7           | 100,0          | 1,7            | 1,7            | 0,7            | 0,0            | 13,3           |
| 1995/96                                                                                  | Денвер     | 57               | 53               | 35,6             | 43,4             | 39,2             | 93,0             | 2,4              | 6,8              | 1,1              | 0,1              | 19,2             | Не участвовал  | Не участвовал  | Не участвовал  | Не участвовал  | Не участвовал  | Не участвовал  | Не участвовал  | Не участвовал  | Не участвовал  | Не участвовал  | Не участвовал  |
| 1996/97                                                                                  | Сакраменто | 75               | 51               | 28,4             | 44,5             | 38,2             | 84,6             | 1,6              | 2,5              | 0,7              | 0,1              | 13,7             | Не участвовал  | Не участвовал  | Не участвовал  | Не участвовал  | Не участвовал  | Не участвовал  | Не участвовал  | Не участвовал  | Не участвовал  | Не участвовал  | Не участвовал  |
| 1997/98                                                                                  | Сакраменто | 31               | 0                | 17,1             | 37,7             | 16,1             | 100,0            | 1,2              | 1,9              | 0,5              | 0,0              | 7,3              | Не участвовал  | Не участвовал  | Не участвовал  | Не участвовал  | Не участвовал  | Не участвовал  | Не участвовал  | Не участвовал  | Не участвовал  | Не участвовал  | Не участвовал  |
| 2000/01                                                                                  | Ванкувер   | 41               | 0                | 11,9             | 48,8             | 28,6             | 75,9             | 0,6              | 1,9              | 0,2              | 0,0              | 6,5              | Не участвовал  | Не участвовал  | Не участвовал  | Не участвовал  | Не участвовал  | Не участвовал  | Не участвовал  | Не участвовал  | Не участвовал  | Не участвовал  | Не участвовал  |
|                                                                                          | Всего      | 586              | 336              | 26,7             | 44,2             | 35,4             | 90,5             | 1,9              | 3,5              | 0,8              | 0,1              | 14,6             | 15             | 14             | 27,7           | 36,9           | 28,6           | 95,6           | 1,5            | 2,3            | 0,5            | 0,1            | 13,0           |
| Наведите курсор мыши на аббревиатуры в заголовке таблицы, чтобы прочесть их расшифровку. |            |                  |                  |                  |                  |                  |                  |                  |                  |                  |                  |                  |                |                |                |                |                |                |                |                |                |                |                |